# Harleyville
Harleyville é uma cidade  localizada no estado norte-americano de Carolina do Sul, no Condado de Dorchester.

## Demografia
Segundo o censo norte-americano de 2000, a sua população era de 594 habitantes.
Em 2006, foi estimada uma população de 692, um aumento de 98 (16.5%).

## Geografia
De acordo com o United States Census Bureau tem uma área de
2,6 km², dos quais 2,6 km² cobertos por terra e 0,0 km² cobertos por água. Harleyville localiza-se a aproximadamente 26 m acima do nível do mar.

## Localidades na vizinhança
O diagrama seguinte representa as localidades num raio de 24 km ao redor de Harleyville.